# Reale Società Ginnastica Torino

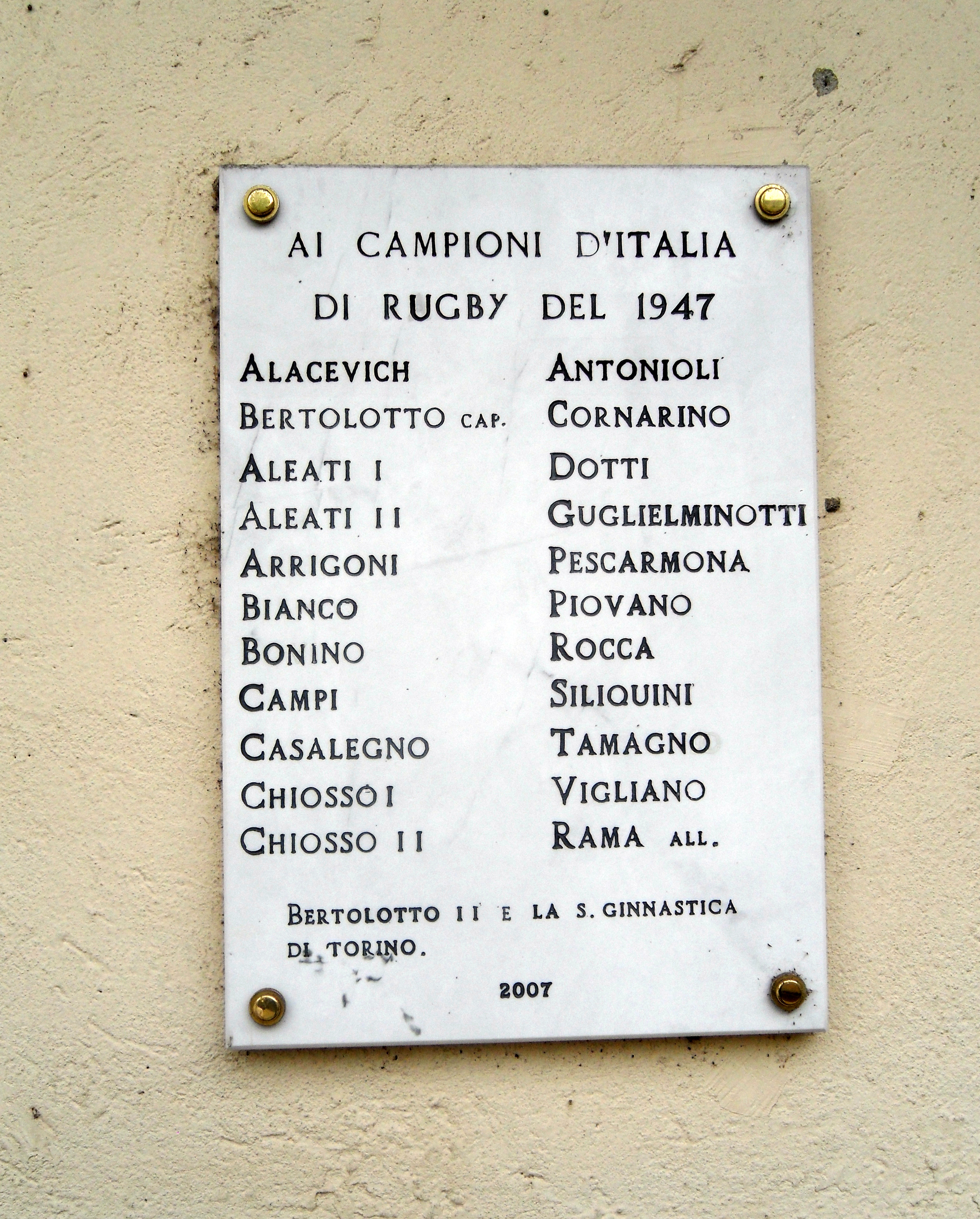
Gedenkplaat ter ere van de Italiaanse kampioenen van 1947.

De Reale Società Ginnastica Torino (It., 'koninklijke gymnastiekvereniging Turijn') was de eerste turnvereniging van Italië, opgericht op 17 maart 1844. Het predicaat Reale (koninklijk) werd in 1933 verleend door koning Victor Emanuel III.
De voetbalafdeling die gewoon Ginnastica Torino heette wird in 1897 opgericht. De clubkleuren waren aanvankelijk rood en blauw maar werden later veranderd in bordeaux-wit.
Een jaar na de oprichting nam de club deel aan het allereerste Italiaanse landskampioenschap dat onder vier clubs beslecht werd, drie uit Turijn en één uit Genua. Ginnastica verloor met 2-1 van Genoa 1893, de latere kampioen.
Het volgende seizoen won de club een kwalificatiewedstrijd tegen FC Torinese maar werd in de volgende wedstrijd verslagen door Internazionale Torino. In 1900 verloor de club in de eerste wedstrijd van Torinese en in 1901 met 5-0 van Juventus.
Na een 5-2 nederlaag tegen Audace Torino in seizoen 1902 gaf de club forfait voor de resterende wedstrijden. De voetbalafdeling van de sportclub verdween later.